# Moleculaire dynamica

Een simulatie van watermoleculen over 100 picoseconden. Moleculaire dynamica wordt onder meer gebruikt om biofysische systemen te bestuderen, zoals cellen.

Moleculaire dynamica (MD)  is een techniek waarbij in een computersimulatie het gedrag van moleculen wordt beschreven. Bij moleculaire dynamica worden de fysieke bewegingen van atomen en moleculen in de tijd bestudeerd. Hiermee onderscheidt het zich van de gerelateerde moleculaire mechanica die enkel statische moleculen onderzoekt.
De dynamica van atomen en moleculen kan worden bepaald door de bewegingswetten van Newton numeriek op te lossen voor een systeem van op elkaar inwerkende deeltjes. De krachten tussen de deeltjes en hun potentiële energieën worden vaak berekend met behulp van zogenaamde krachtvelden. Moleculaire dynamica wordt onder meer toegepast in de fysische chemie, materiaalkunde en biofysica.
In moleculaire dynamica is het mogelijk om moleculen in elke aggregatietoestand te simuleren: een enkel geïsoleerd (gasvormig) molecuul is het eenvoudigst, maar ook vloeibare fasen (zoals oplossingen en vloeibaar kristallijne fasen) en vaste fasen (kristallen) kunnen worden gesimuleerd.

## Krachtvelden
De basis van de moleculaire dynamica wordt gevormd door een zogenaamd krachtveld: een set empirische vergelijkingen die beschrijven hoe atomen zich in elkaars nabijheid gedragen. Dit is soortgelijk aan het krachtveld in de moleculaire mechanica, maar omdat de berekeningen van moleculaire dynamica veel langduriger zijn, wordt vaak nog verder vereenvoudigd. De berekening bestaat erin dat aan elk atoom een positie en een snelheid worden toegekend die overeenkomen met een bepaalde temperatuur, en dan de krachtvergelijkingen worden gebruikt om de bewegingen van de atomen in de tijd te kunnen volgen. De tijdstappen die worden gebruikt zijn in de orde van één femtoseconde zodat de trillingen van de bindingsafstanden voldoende nauwkeurig kunnen worden beschreven. De totale simulatie betreft enkele duizenden tot miljoenen van deze tijdstappen zodat maximaal enkele nanoseconden worden beschreven. Dit is voldoende om de bewegingsvrijheid van eenvoudige moleculen volledig te beschrijven, maar bijvoorbeeld veel te kort om een eiwitmolecuul zich te kunnen zien opvouwen.
Door speciale aanpassingen of beperkingen in het krachtveld te maken kunnen simulaties worden uitgevoerd die niet reëel zijn. Zulke simulaties kunnen worden gebruikt om bepaalde processen (bijvoorbeeld de verandering van de conformatie van een molecuul) die normaal zeer zelden optreden waarschijnlijker te maken zodat ze beter kunnen worden bestudeerd. Ook kan men gedurende de simulatie eigenschappen van atomen langzaam veranderen om de energieën die bij een bepaalde chemische reactie een rol spelen te kunnen meten.
Naast krachtvelden kan men in principe ook de op atomen werkende krachten bepalen aan de hand van kwantumchemische berekeningen. Dit is in beginsel veel nauwkeuriger dan de methode met krachtvelden, en het kan kwantummechanische effecten meenemen die in klassieke krachtvelden niet te beschrijven zijn. Zo kan men op deze manier chemische reacties beschrijven. Het is echter ook veel rekenintensiever, zodat de toepassing hiervan in de praktijk beperkt is.

## Vloeibare en vaste fasen
Als in een MD-simulatie een vloeibare of vaste fase wordt beschreven, wordt vaak een periodiek herhaalde ruimte gesimuleerd (periodieke randvoorwaarden) om te voorkomen dat de buitenste moleculen van de simulatie een onrealistische omgeving voelen. Door de afmeting van de herhaalde ruimte vast te leggen kan bij een vast volume worden gesimuleerd; alternatief kan de herhaalde ruimte reageren op krachten van de atomen, en kunnen simulaties bij constante druk worden uitgevoerd.